# İlqar Məmmədov
İlqar Məmmədov (* 15. November 1965 in Baku, Aserbaidschanische SSR) ist ein ehemaliger aserbaidschanischer Florettfechter, der für die Sowjetunion und Russland antrat.

## Erfolge
İlqar Məmmədov erzielte seine internationalen Erfolge im Mannschaftswettbewerb. Bei Weltmeisterschaften gelang ihm mit der Mannschaft 1989 in Denver der Titelgewinn, sechs Jahre darauf in Den Haag folgte der Gewinn der Silbermedaille. Məmmədov nahm an vier Olympischen Spielen teil. 1988 in Seoul belegte er im Einzel den zehnten Platz, während er gemeinsam mit Wladimir Apziauri, Anwar Ibragimow, Boris Korezki und Alexander Romankow Olympiasieger wurde. Nach Siegen gegen China im Viertelfinale und Ungarn im Halbfinale besiegte die sowjetische Equipe Deutschland im Gefecht um Gold mit 9:5. Vier Jahre später in Barcelona schloss er den Mannschaftswettbewerb auf dem fünften Rang ab. Bei den Olympischen Spielen 1996 in Atlanta erreichte er im Einzel den 35. Rang, mit der Mannschaft zog er nach Siegen über Ungarn im Viertelfinale und Kuba im Halbfinale erneut ins Finale ein. Dieses gewann Russland, zu dessen Mannschaft neben Məmmədov noch Wladislaw Pawlowitsch und Dmitri Schewtschenko gehörten, mit 45:40 gegen Polen. In Sydney blieb Məmmədov bei den Olympischen Spielen 2000 mit dem 21. Rang im Einzel und dem achten Rang in der Mannschaftskonkurrenz ohne Medaille.
Məmmədov ist mit Jelena Schemajewa verheiratet, die mehrfache Fechtweltmeisterin ist. Das Paar hat zwei Töchter.